# Лондон-Алматы (страховая компания)

Страховая компания «Лондон-Алматы» — казахстанская страховая компания, специализирующаяся на имущественном страховании. Была создана 20 ноября 1997 года в Алма-Ате.
«Лондон-Алматы» является листинговой компанией Казахстанской фондовой биржи.
Председатель правления — Джанна Ахметжанова.
22 августа 2022 года правление Агентства по регулированию и развитию финансового рынка выдало согласие АО «Фридом Финанс» на приобретение статуса страхового холдинга АО «Страховая компания «Лондон-Алматы». 
Полное наименование — Акционерное общество «Страховая компания „Лондон-Алматы“»

## История
- 1997 год — основание компании. Первые учредители — ОАО «Национальная Страховая Компания» (НСК) с 70%-ной долей участия, и Компания Londongate Investment & Management plc с 30%-ной долей участия.

- 1998 год — получение лицензий на 13 видов страхования.

- 2003 год — доля ОАО «Национальная страховая компания» выкуплена АО «Туран Алем Секьюритис».
- 2004 год — компания переименовывается в СП АО "Страховая Компания «Лондон-Алматы». По сбору страховых премий компания занимает 15 место в Казахстане, открываются представительства в 18 городах республики.
- 2005 год — уставный капитал компании составил 1 500 000 000 тенге.
- 2006 год — компания получила сертификат качества ISO 9001:2000. В декабре 99 % акций компании выкупил БТА Банк
- 2007 год — акции компании переведены в наивысшую категорию «А»
- 2008 год — запущено онлайн-страхование в собственном интернет-магазине и в интернет-банкинге БТА Банка.
- 2022 год — Фридом Финанс заключило договор купли-продажи, согласно которому приобретает 100% голосующих акций АО «Страховая компания «Лондон-Алматы», принадлежащих ТОО Dostyk Leasing.

## Деятельность
Страховая компания «Лондон-Алматы» занимается страхованием физических и юридических лиц. Основными видами страхования являются автострахование, страхование движимого и недвижимого имущества.

### Показатели деятельности
Согласно данным НБРК, активы компании на 1 апреля 2014 года составили 13 803 421 000 тенге.